# Немножко женаты
«Немножко женаты» (англ. The Five-Year Engagement; другое название — «Пятилетняя помолвка») — американская романтическая кинокомедия режиссёра Николаса Столлера. Премьера в Северной Америке и Великобритании состоялась 27 апреля 2012 года, в России — 28 июня. Фильм повествует о паре, чьи отношения становятся натянутыми из-за длительной помолвки.

## Сюжет
Том (Джейсон Сигел) и Виолетта (Эмили Блант) уже помолвлены и собираются пожениться. Но Виолетте предлагают новую работу. Они решают отложить свадьбу ненадолго и переехать из Сан-Франциско в Мичиган. Но их помолвка затягивается на пять лет.

## В ролях
- Джейсон Сигел — Том Соломон
- Эмили Блант — Виолетта Барнс
- Крис Прэтт — Алекс Эйлхауэр, лучший друг Тома
- Элисон Бри — Сюзи Барнс, сестра Виолетты
- Рис Иванс — Уинтон Чайлдс
- Джеки Уивеп — Сильвия Диккерсон-Барнс
- Кевин Харт — Дуг
- Минди Калинг — Ванета
- Рэндалл Парк — Минг
- Брайан Посен — Таркуин
- Крис Парнелл — Билл
- Дэвид Пеймер — Пит Соломон
- Мими Кеннеди — Кэрол Соломон
- Дакота Джонсон — Одри
- Джейн Карр — бабушка Кэтрин
- Клемент Сейнт Джордж — дедушка Баба
- Майкл Инсайн — дедушка Гарольд
- Эйлин Грубба — работник ботанического сада

## Сборы
По кассовым сборам в первой неделе фильм дебютировал на пятой позиции, собрав $10 610 060. На первой неделе проката сборы составили $14 103 905 в Канаде и США. За 56 дней (8 недель) проката фильма домашние кассовые сборы достигли $28 835 528, а иностранные — $25 333 835, с общей суммой $54 169 363.

## Критика
Фильм был положительно оценён критиками. Опрос веб-сайта Rotten Tomatoes показал что 63 % из 130 респондентов положительно отозвались о киноленте. Топ критик газеты New York Daily News Элизабет Вейцман пишет: «Эмили Блант не была более мягкой, и между ней и Джейсоном Сигелом было правдоподобное сердечное влечение друг к другу».
Съёмки фильма проходили в городах штата Мичиган Энн-Арбор и Ипсиланти в июне 2011 года.